# IC 2178
IC 2178 ist eine Spiralgalaxie vom Hubble-Typ S im Sternbild Zwillinge auf der Ekliptik. Sie ist schätzungsweise 330 Millionen Lichtjahre von der Milchstraße entfernt und hat einen Durchmesser von etwa 40.000 Lichtjahren.
Im selben Himmelsareal befindet sich u. a. die Galaxie IC 2176.
Das Objekt wurde am 11. Februar 1898 von Stéphane Javelle entdeckt.